# Les nenes bones van al cel, les dolentes a tot arreu

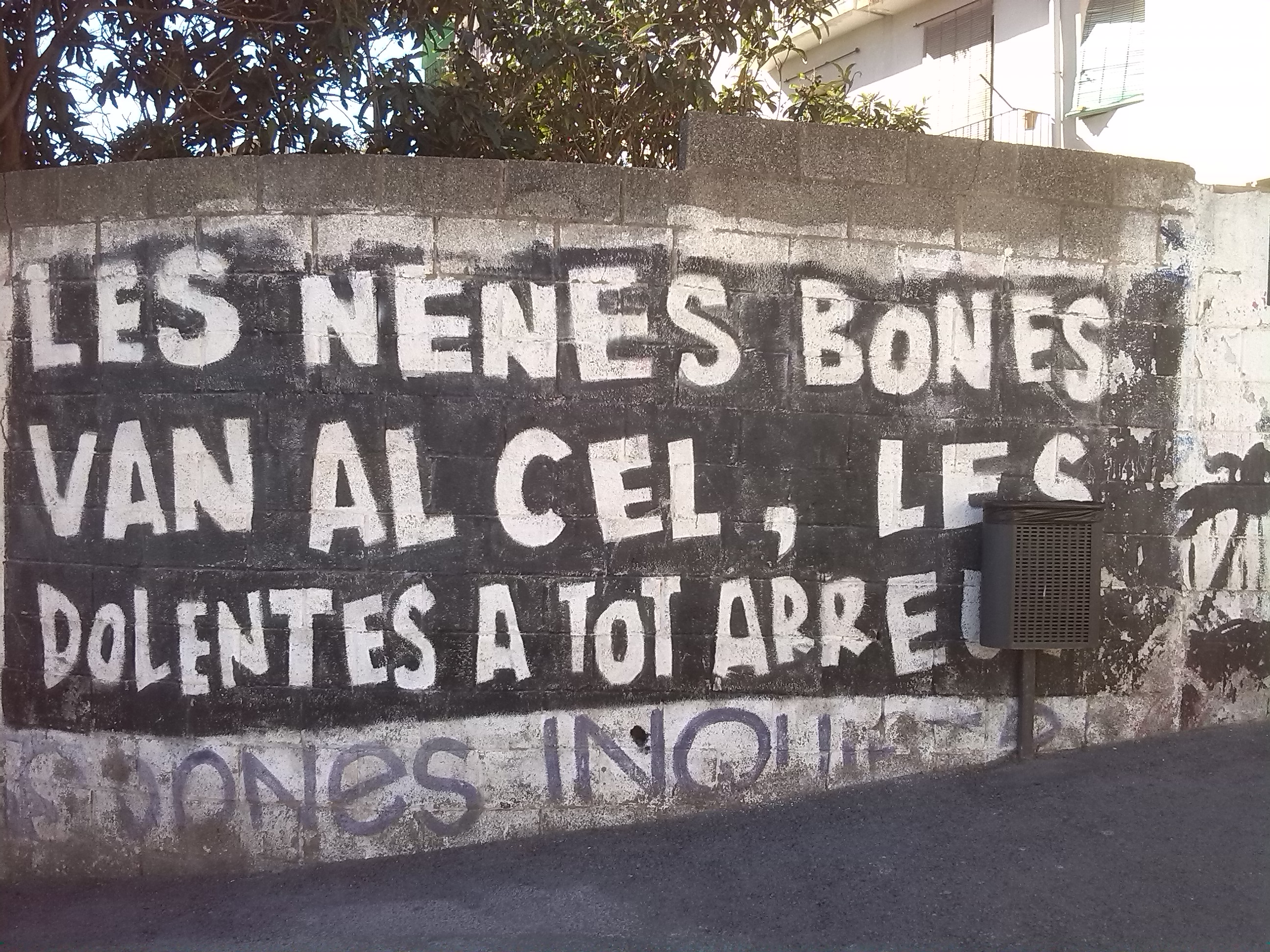
Mural feminista a Manresa

Les nenes bones van al cel, les dolentes a tot arreu (en anglès Good Girls Go to Heaven, Bad Girls Go Everywhere) és una expressió popularitzada per Mae West i recuperada com a eslògan feminista, que ha estat incorporat en diverses cançons.
L'expressió dona la volta a la moral cristiana, que afirma que les persones bones van al cel i les dolentes a l'infern, i ve a dir que les "nenes bones" estan confinades per les normes i expectatives socials mentre que les "nenes dolentes" són mestresses de si mateixes per anar on vulguin. L'expressió s'ha atribuït a l'actriu Mae West que l'hauria popularitzada durant els anys 20 i 30 del segle xx. Després hauria estat recuperada per la que seria editora de la revista Cosmopolitan, Helen Gurley Brown, al seu llibre de 1962 "Sex and the Single Girl" i l'any 1994 per la psicòloga Ute Ehrhard al llibre que porta la mateixa frase per títol.
L'expressió amb aquest sentit d'empoderament del gènere femení ha estat utilitzada per diversos músics en les seves cançons.

## El tema de Jim Steinman
Good Girls Go to Heaven (Bad Girls Go Everywhere) és una cançó escrita per Jim Steinman que va ser interpretada per primer cop per Pandora's Box en el seu àlbum Original Sin de 1989 amb Holly Sherwood de cantant. A la peça Eddie Martinez estava a la guitarra, Steve Buslowe al baix, Roy Bittan al piano, Jim Steinman als teclats, Jeff Bova també als teclats i sintetitzador, Jimmy Bralower a la percussió i als cors Todd Rundgren, Eric Troyer i Rory Dodd. La cançó va ser llançada en un single de 7 polzades que també incloïa els temes instrumentals "Requiem Metal" i "Pray Lewd." Després es va incloure en un maxi-single on "Pray Lewd" es va reemplaçar per "Pandora's House- Room By Room."
Brian Grant va dirigir un vídeo clip per aquest tema amb Pandora's Box, que situava l'escena en una presó. S'hi mostra l'arribada d'una nova interna anomenada Jenny i la seva presentació. Mentre la cançó comença, l'altra interna balla al voltant del seu. Holly Sherwood no apareix en aquest vídeo. En comptes d'ella, la ballarina sincronitza el moviment dels llavis amb la cançó.
El mateix tema de Jim Steinman ha estat versionat i interpretat per altres músics com Megumi Shiina o Meat Loaf. La versió de Meat Loaf es va incloure al disc "Bat Out of Hell II: Back Into Hell" produït pel mateix Steinman. L'àlbum va contenir dos temes del disc original Original Sin, l'altre tema era "It Just Won't Quit". La melodia de principal de la guitarra d'aquesta versió va ser reutilitzada en la pista instrumental de Bat II, Back Into Hell de Meat Loaf i també va ser la melodia principal del tema Carpe Noctem al musical de Steinman Tanz Der Vampir que Meat Loaf també va enregistrar com Seize the Night al disc "Bat Out of Hell III: The Monster is Loose", deixant la melodia intacta.

## El tema de Rosa Zaragoza
Les nenes bones van al cel, les dolentes a tot arreu és també una cançó escrita per Rosa Zaragoza en el seu tercer disc editat el 1989 amb el mateix títol. Zaragoza va utilitzar la melodia d'una peça de música popular zíngara. La lletra reclama l'autonomia de les dones i el dret al control del propi cos.

## El llibre d'Ute Ehrhard
L'any 1994 la psicòloga alemanya especialitzada en autoestima Ute Ehrhard va publicar un llibre amb el títol "Les nenes bones van al cel i les dolentes a tot arreu" que s'ha traduït a 15 llengües i ha estat èxit de vendes. Dos anys després va publicar un segon llibre amb un títol similar "Les nenes bones van al cel i les dolentes a tot arreu... i són cada cop pitjors". A diferència d'altres llibres d'autoajuda que culpabilitzen a les dones, com el Les dones que estimen massa de Robin Norwood de 1990, Ehrhard fa una crida a disposar de la pròpia vida sense culpabilitzar-se. La seva tesi és que les dones que són lluitadores, que prenen decisions o que competeixen són considerades dolentes però que ja n'hi ha prou, que cal ser mestresses de la pròpia vida i que aquesta és responsabilitat d'una mateixa. I ho fa amb humor dient que les noies bones "només" van al cel, per arribar a altres llocs cal no ser-ho.